# Oblężenie Pilzna
Oblężenie Pilzna (lub Bitwa pod Pilznem) – oblężenie, które zostało przeprowadzone przez czeskich protestantów dowodzonych przez Ernsta von Mansfelda i było pierwszą większą bitwą wojny trzydziestoletniej. Zwycięstwo protestantów i zdobycie miasta ostatecznie przesądziły o wybuchu buntu w Czechach.

## Przyczyny
23 maja 1618 roku protestancka część czeskiej arystokracji obaliła rządy Ferdynanda II Habsburga i wyrzuciła katolickiego zarządcę Czech przez okno ratusza podczas defenestracji praskiej. Nowy rząd złożony z protestanckiego ziemiaństwa i arystokracji przekazał dowodzenie nad wszystkimi czeskimi wojskami Ernstowi von Mansfeldowi. W tym samym czasie katolicy zaczęli uciekać z kraju. Część klasztorów i nieufortyfikowanych posiadłości ewakuowano. Katoliccy uchodźcy zatrzymali się w Pilźnie, gdzie, jak sądzili, można było zorganizować sprawną obronę. Miasto było dobrze przygotowane do długiego oblężenia, ale fortyfikacje były w kiepskim stanie, a obrońcom brakowało prochu. Von Mansfeld zdecydował się zaatakować miasto, zanim katolicy byliby w stanie otrzymać wsparcie z Austrii, Bawarii lub Polski.

## Oblężenie
19 września 1618 armia von Mansfelda osiągnęła przedmieścia Pilzna. Obrońcy zablokowali dwie miejskie bramy, trzecią wzmocnili strażnicy miejscy. Protestanckie oddziały były zbyt słabe, aby wziąć miasto szturmem, zdecydowali się więc pokonać obrońców głodem. 2 października przybyła artyleria, ale ilość i zasięg dział były zbyt małe, aby przynieść większe efekty. Oblężenie było kontynuowane. Siły protestanckie powiększały się i zyskiwały zapasy, natomiast obrońcy tracili jedzenie, broń i amunicję. Główna miejska studnia została zniszczona, co doprowadziło wkrótce do braków wody pitnej.
21 listopada udało się zrobić wyłomy w murze i protestanccy żołnierze wkroczyli do miasta. Po kilku godzinach walk miasto było zdobyte.

## Skutki
Po zdobyciu miasta Mansfeld zażądał 120 000 złotych guldenów w ramach kontrybucji i kolejnych 47 000 florenów za nieplądrowanie i niepodpalanie miasta. Jednakże wkrótce wojska Świętego Cesarstwa Rzymskiego prowadzone przez Bawarczyków zebrały się i przekroczyły czeską granicę, kierując się w stronę Pilzna i Pragi.
Nowo wybrany król czeski, Fryderyk V z Palatynatu, został ostrzeżony przed znaczną przewagą swoich przeciwników i zamówił dla siebie prywatną armię, aby przegrupować siły i zaatakować każdego z nieprzyjaciół oddzielnie. Został jednak opuszczony przez większość swoich sojuszników, a jego armie rozpierzchły się po lasach między Pragą a Pilznem, doprowadzając do największej klęski w historii Czech na Białej Górze.